# Чагарники та рідколісся Святої Єлени
Чагарники та рідколісся Святої Єлени (ідентифікатор WWF: AT0720) — афротропічний екорегіон тропічних та субтропічних луків, саван і чагарників, розташований на острові Святої Єлени в Атлантичному океані, який є частиною заморської території Великої Британії Острови Святої Єлени, Вознесіння і Тристан-да-Кунья.

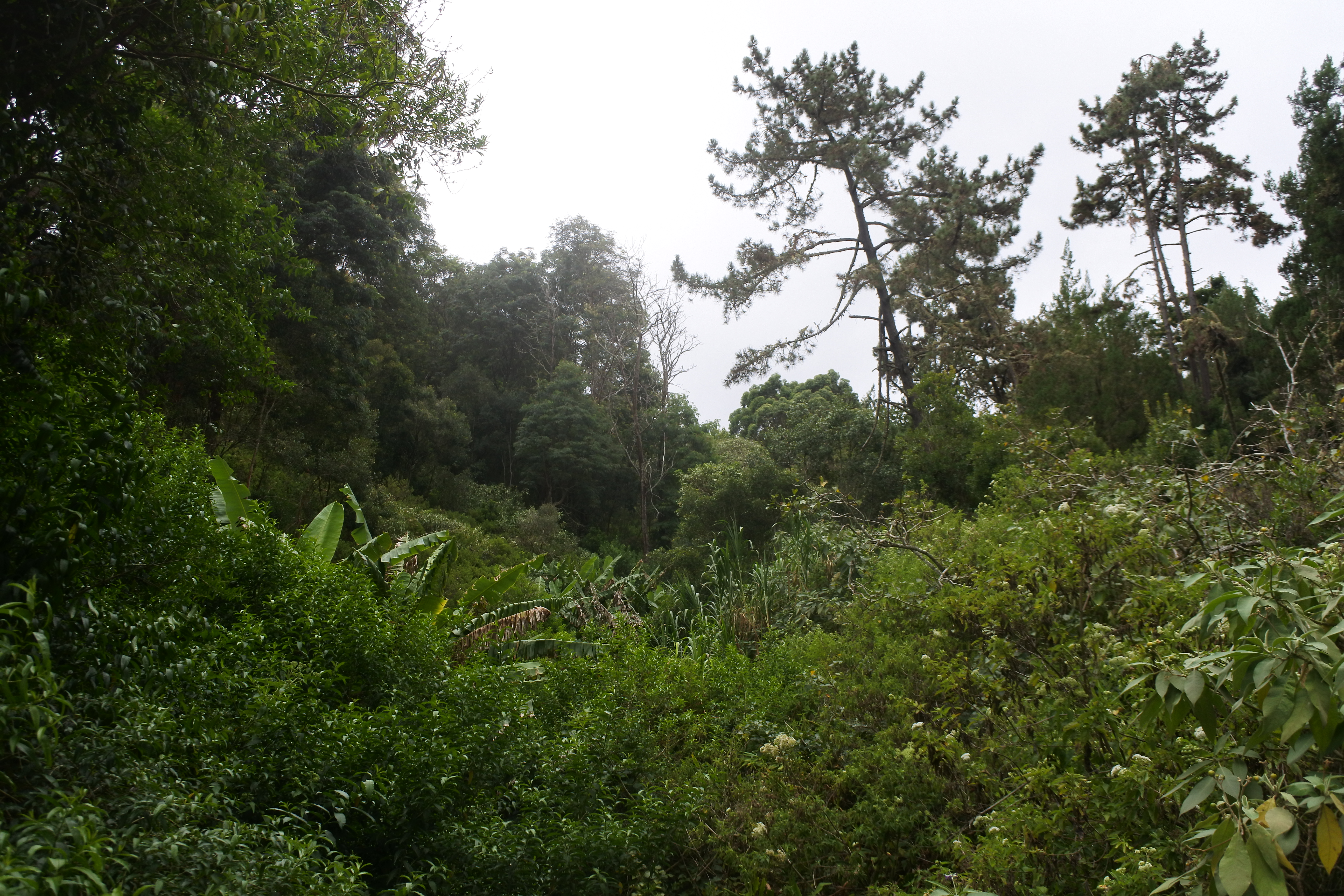
Ліс на острові Святої Єлени

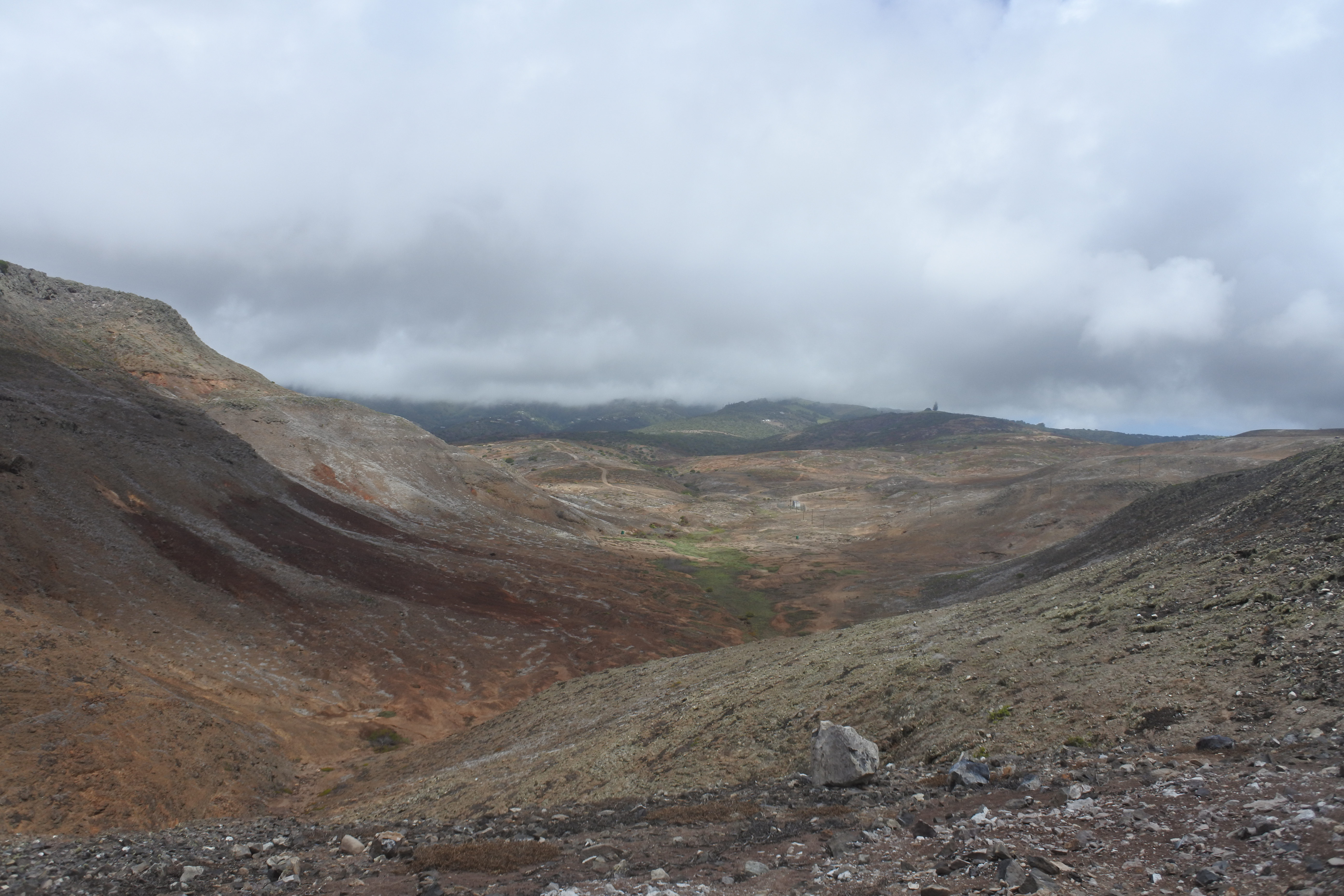
Пустища на острові Святої Єлени

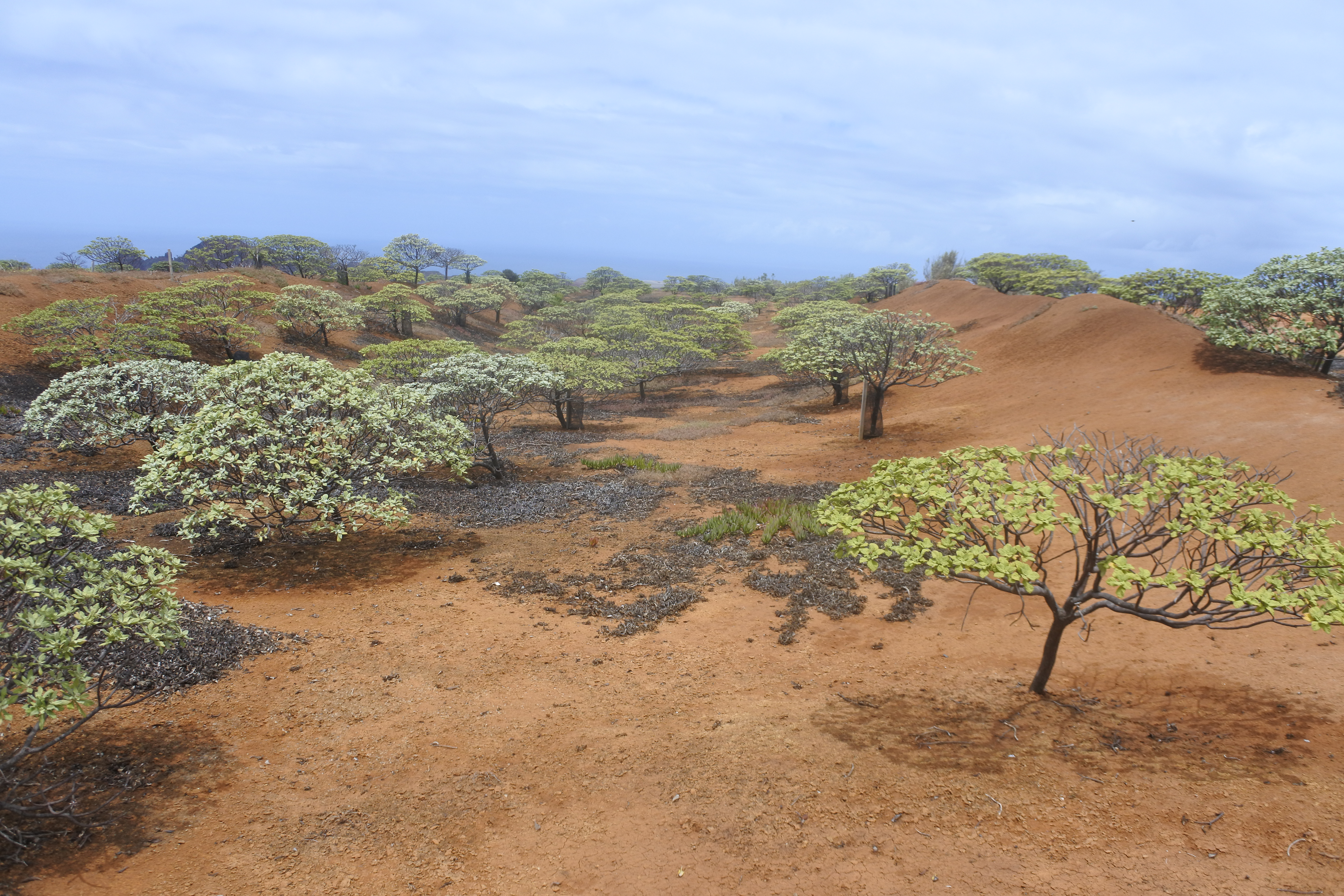
Ліс Тисячоліття

## Географія
Острів Святої Єлени розташований в південній частині Атлантичного океану, за 1950 км на захід від Анголи на африканському материку. Його площа становить приблизно 122 км². Острів Святої Єлени є еродованою вершиною стратовулкану, який утворився на схід від Серединно-Атлантичного хребта понад 14 мільйонів років тому. Вулканічна активність на острові востаннє відбувалася 6 мільйонів років тому.
Мільйони років вулканічної активності та ерозії призвели до появи прибережних скель висотою 300 м, неків, лавових куполів та інших вражаючих особливостей рельєфу. Постійні водні потоки сформували глибокі долини. Найвищою вершиною острова є пік Діани висотою 823 м. Ґрунти острова — важкі, кислотні, глинисті.
Острів Святої Єлени був відкритий 21 травня 1502 року португальським мореплавцем Жуаном да Новою, який назвав його на честь святої Єлени. У 1588 році острів відвідав англійський капітан Томас Кавендіш, а незабаром він став місцем, де зупинялися кораблі, що прямували з Європи до Ост-Індії. Першими жителями острова Святої Єлени стали службовці торгових компаній і англійські поселенці, які також привозили рабів з Південної Азії, Ост-Індії та Мадагаскару. До 1673 року майже половина жителів острова були рабами, а у 1826-1836 роках раби були звільнені. Острів Святої Єлени став широко відомий, коли у 1815 році сюди був відправлений на заслання Наполеон; тут же він і помер у 1821 році. Під час англо-зулуської війни острів використовувався як місце ув'язнення зулуських воїнів, а під час англо-бурських війн — полонених бурів. Наразі на острові Святої Єлени мешкає близько 4500 людей. Найбільшим поселенням на острові є Джеймстаун, де мешкає близько 700 людей.

## Клімат
В межах екорегіону переважає спекотний та посушливий пустельний клімат (BWh за класифікацією кліматів Кеппена), який пом'якшується навколишнім океаном, холодною Бенгельською течією та пасатами, що дмуть майже безперервно протягом всього року. Середня температура коливається від 15 до 32 °C. Середньорічна кількість опадів становить 152 мм, на навітряних схилах гір у центральній частині острова вона є вищою.

## Флора
Раніше значна частина острова Святої Єлени, розташована на висоті від 400 до 600 м над рівнем моря, була покрита рідколіссями та лісами, де переважали свято-єленські коммідендруми (Commidendrum robustum) та круглолисті коммідендруми (Commidendrum rotundifolium). Між 1502 роком, коли на острів були завезені кози, і 1659 роком ліси острова були значно фрагментовані. Частина лісів була вирубана, а на звільнених територіях колоністи почали займатися сільським господарством і висаджувати фруктові сади. На острів також були завезені свині, вівці та велика рогата худоба. Ліси, що залишилися, вирубували на цінну деревину та дрова.
У 1709 році губернатор Робертс доповів раді директорів Ост-Індійської компанії, що ліси острова, зокрема свято-єленські ебенові дерева (Trochetiopsis ebenus), швидко зникають, і рекомендував обмежити випас кіз на острові. Директори відмовилися наказати вивезти з острова кіз. Між 1723 і 1727 роками навколо залишків Великого Лісу площею 6 км² була споруджена кам'яна стіна, щоб захистити його від випасу великої рогатої худоби, кіз і заготівлі деревини, однак вона виявилася неефективною. Остаточно ліси острова Святої Єлени були знищені у XVIII столітті внаслідок масштабної вирубки на дрова та випасу худоби. Наразі залишки коммідермумових лісів збереглися лише на піку Діани. Рослинний покрив решти острова представлений пасовищами, покинутими плантаціями льону, рідколіссями, сухими скелястими рівнинами та напівприродними чагарниковими заростями.
Острів Святої Єлени є одним з найвіддаленіших островів у світі. Після того, як перші рослини з Африки колонізували острів природним чином, пройшло 10 мільйонів років, що дозволило розвинути багату та унікальну місцеву флору з багатьма ендемічними видами. Вважається, що багато місцевих рослин є реліктами примітивної флори, яка колись була широко поширена в Африці. Як приклад можна навести свято-єленську деревоподібну папороть (Dicksonia arborescens), яка досягає 3 м у висоту. Вона росте на острові принаймні 9 мільйонів років, але більше не зустрічається в Африці, звідки ймовірно походить. 
Природна флора острова Святої Єлени включає близько 70 видів квіткових рослин і папоротей, 60 видів з яких є ендемічними. Таким чином острів Святої Єлени є гарячою точкою біорізноманіття, яка вирізняється надзвичайно високим рівнем ендемізму. Однак природа цього острова зазнала значної деградації, і більше половини рослин, описаних у 1875 році, з того часу вимерли. Флора екорегіону характеризується ендемічними представниками родини айстрових (Asteraceae). Більшість представників цієї родини є трав'янистими рослинами, однак на острові Святої Єлени вони еволюціонували у кущі та дерева, багато з яких відомі під назвою "капустяне дерево". Серед них слід відзначити представників ендемічних родів Pladaroxylon, Lachanodes, Commidendrum, Melanodendron та Petrobium. Крім того, на острові Святої Єлени зустрічаються представники ще кількох ендемічких родів, зокрема Trochetiopsis, Nesohedyotis та Mellissia.
Наразі значна кількість ендемічних рослин зустрічається лише у захищених природних середовищах, таких як стрімкі скелі або пустища. Свято-єленські ебенові дерева (Trochetiopsis ebenus), несправжні коммідендруми (Commidendrum spurium), круглолисті коммідендруми (Commidendrum rotundifolium) та занедбана волосиста осока (Bulbostylis neglecta) деякий час вважалися вимерлими, однак були повторно відкриті у віддалених частинах острова. Свято-єленська маслина (Nesiota elliptica) вимерла у дикій природі у 1994 році, а останній живий екземпляр цієї рослини загинув у 2003 році. Рівнина Процвітаючої затоки, напівпустеля площею 150 га, розташована на сході острова, є домом для кущового содника (Suaeda fruticosa), поширеного на острові місцевого чагарника, однорічної рослини Mesembryanthemum cryptanthum, ендемічної папороті Asplenium haughtonii, а також для багатьох ендемічних безхребетних, деякі з них відомі лише з цього місця. Частина рівнини була знищена при будівництві аеропорту Святої Єлени у 2012-2016 роках. Також у східній частині острова росте Ліс Тисячоліття, який був висаджений у 2002 році, та куди було пересаджено багато ендемічних дерев.
Наразі флора острова включає 320 видів рослин, 260 з яких є натуралізованими немісцевими видами. Серед інтродукованих дерев, чагарників і кактусів, поширених на острові, слід відзначити фікусову опунцію (Opuntia ficus-indica), звичайний лантан (Lantana camara), фісташколистий шінус (Schinus terebinthifolia), китиценосний хризантемоїд (Chrysanthemoides monilifera), бермудський яловець (Juniperus bermudiana), гігантську кабую (Furcraea foetida), приморську сосну (Pinus pinaster), капське сирне дерево (Pittosporum viridiflorum), їстівний карпобротус (Carpobrotus edulis), прямостоячу текому (Tecoma stans) та довголисту акацію (Acacia longifolia). На  початку 1900-х років економіка острова Святої Єлени майже повністю залежала від вирощування новозеландського льону (Phormium tenax), який використовувався для виготовлення мотузок і ниток. До того часу, коли в 1966 році зник попит на цю культуру, льон вирощувався на більшій частині острова. Хоча з тих пір здійснювалися спроби викорінити цю рослину, льон все ще росте у деяких внутрішніх районах острова.

## Фауна
До появи на острові Святої Єлени людей тут зустрічалися вісім ендемічних видів птахів, зокрема два види морських птахів — санта-геленські бульверії (Bulweria bifax) та санта-геленські тайфунники (Pseudobulweria rupinarum), два види нелітаючих пастушків — санта-геленські погоничі (Zapornia astrictocarpus) та санта-геленські пастушки (Aphanocrex podarces), а також нелітаючі санта-геленські горлиці (Dysmoropelia dekarchiskos), санта-геленські зозулі (Nannococcyx psix) та санта-геленські одуди (Upupa antaios). Всі ці види вимерли у XVI столітті внаслідок полювання та хижацтва з боку інвазивних ссавців. Єдиним ендемічним видом птахів, який зберігся на острові Святої Єлени, є атлантичний пісочник (Charadrius sanctaehelenae), який обмежений рівнинами у внутрішній частині острова. Він є близькоспорідненим з африканським пісочником-пастухом (Charadrius pecuarius). Станом на 2016 рік популяція атлантичних пісочників становила 560 особин.
Місцеві ссавці, амфібії або наземні плазуни на острові Святої Єлени відсутні, натомість тут зустрічається багато різноманітних місцевих та ендемічних безхребетних. На острові зареєстровано 157 ендемічних видів жуків, серед яких слід відзначити туруна Aplothorax burchelli, який перебуває під загрозою зникнення. Ендемічна вуховертка Labidura herculeana довжиною 84 мм вважалася найбільшою у світі, однак наразі цей вид визнаний вимерлим.

## Збереження
Фрагментація рослинного покриву та зникнення місцевих і ендемічних видів почалися ще до заселення острова людьми. Більшість первісного рослинного покриву було знищено, і наразі більше половини острова представляє собою пустища, місцями порослі інвазивними чагарниками. Ізольовані залишки напівприродних лісів займають менше 1 % площі острова. За останні десятиліття було досягнуто певного прогресу у відновленні середовища існування. У 1996 році був створений Національний парк Пікс, який охороняє 81 га в центральній частині острова, зокрема його найвищі вершини — пік Діани, Куколд-Пойнт та гору Актеон. На території національного парку росте ліс, основу якого складають чорні капустяні дерева (Melanodendron integrifolium) та інші місцеві рослини, а також розташований розплідник ендемічних рослин. У 2000 році був започатковий проект "Ліс Тисячоліття", який включає відновлення лісу на сході острова шляхом висадження місцевих дерев. Тисячі коммідендрумів та інших дерев були висаджені на площі понад 250 га.
Природі острова Святої Єлени продовжують загрожувати інтродуковані види та експлуатація людьми. Вода є дефіцитним ресурсом як для людей, так і для природи, а посуха становить значну загрозу для крихкої та ізольованої екосистеми острова.